# NK Zrinski Osječko 1664
Nogometni klub Zrinski Osječko 1664 (do 2023. Nogometni klub Zrinski Jurjevac Punitovački)  nogometni je klub originalno iz Jurjevca Punitovačkog, mjesta u Općini Punitovci, Osječko-baranjska županija. Trenutačno se natječe u 1. NL.
U sezoni 2023./24. klub se seli u Osijek gdje igra domaće utakmice na tamošnjem Stadionu Gradski vrt.

## Povijest kluba
Nogometni klub Zrinski je osnovan 1937. godine.
Najveći uspjesi kluba prije Domovinskog rata bili su igranje u tadašnjoj Međuopćinskoj ligi Istok (sezona 1984./85.) s klubovima s područja Osijeka, Županje i Đakova. Nakon toga, uglavnom igra u nižim ligama NS Đakovo.
Od stvaranja Republike Hrvatske igra u 3. ŽNL Osječko-baranjskoj NS Đakovo s manjim ili većim uspjehom, sve do sezone 2004./05. kada kao prvaci lige prelaze u 2. ŽNL i tada počinje novi uzlet.
Nakon tri sezone, kao pobjednik 2. ŽNL Osječko-baranjske NS Đakovo, u sezoni 2008./09., te kroz još dvije kvalifikacijske utakmice s NK Lila, prvakom 2. ŽNL Osječko-baranjske NS Našice, rezultatima 3:2 i 1:1 uspijeva izboriti plasman u 1. ŽNL Osječko-baranjsku, gdje je u naredne tri sezone uvijek pri vrhu tablice.
U sezoni 2011./12. postaje prvak 1. ŽNL Osječko-baranjske i prelazi u Međužupanijsku ligu (4. liga) u kojoj se natječu klubovi s područja Osječko-baranjske i Vukovarsko-srijemske županije, čime dostiže uspjehe generacije iz sezone 1984./85.
Već u svojoj prvoj sezoni u 4. ligi igra vrlo dobro (20 pob./3 n./9 izg.) i završava na 3. mjestu, sa samo 2 boda zaostatka za drugoplasiranim, koji ide u dodatne kvalifikacije za 3. HNL – Istok. U svibnju 2013. u Budrovcima osvaja i svoj prvi Kup NS Đakovo, pobijedivši NK Torpedo iz Kuševca s 4:2.
U sezoni 2022./23. igraju u 2. NL. Te sezone osvajaju 2. mjesto i ostvaraju plasman u 1. NL putem doigravanja.
Osim seniorske, od sezone 2011./12. u ligi juniora NS Đakovo, u službenim utakmicama igra i juniorska kategorija kluba.

## Uspjesi
- Prvaci Općinske lige Đakovo, 1984. (Izborili ulazak u Međuopćinsku ligu s klubovima s područja Osijeka, Županje i Đakovo.)
- Prvaci 3. ŽNL Osječko-baranjske NS Đakovo, 2004./05.
- Prvaci 2. ŽNL Osječko-baranjske NS Đakovo, 2008./09.
- Prvaci 1. ŽNL Osječko-baranjske, 2011./12.
- Osvajači Kupa NS Đakovo, 2013.

## Statistika u prvenstvima od sezone 2000./01.
| Sezona    | Natjecanje                         | U    | P    | N    | I    | G+   | G–   | Bod. | Poz. | Kup      |
| Sezona    | Liga                               | Liga | Liga | Liga | Liga | Liga | Liga | Liga | Liga | Kup      |
| --------- | ---------------------------------- | ---- | ---- | ---- | ---- | ---- | ---- | ---- | ---- | -------- |
| 2000./01. | 3. ŽNL Osječko-baranjska NS Đakovo | 26   | 7    | 5    | 14   | 35   | 48   | 26   | 10.  |          |
| 2001./02. | 3. ŽNL Osječko-baranjska NS Đakovo |      |      |      |      |      |      |      |      |          |
| 2002./03. | 3. ŽNL Osječko-baranjska NS Đakovo | 30   | 14   | 6    | 10   | 75   | 42   | 48   | 9.   |          |
| 2003./04. | 3. ŽNL Osječko-baranjska NS Đakovo |      |      |      |      |      |      |      |      |          |
| 2004./05. | 3. ŽNL Osječko-baranjska NS Đakovo |      |      |      |      |      |      |      | 1.   |          |
| 2005./06. | 2. ŽNL Osječko-baranjska NS Đakovo | 30   | 14   | 3    | 13   | 71   | 58   | 45   | 8.   |          |
| 2006./07. | 2. ŽNL Osječko-baranjska NS Đakovo | 30   | 17   | 4    | 9    | 70   | 41   | 55   | 4.   |          |
| 2007./08. | 2. ŽNL Osječko-baranjska NS Đakovo | 30   | 21   | 6    | 3    | 90   | 31   | 69   | 2.   |          |
| 2008./09. | 2. ŽNL Osječko-baranjska NS Đakovo | 30   | 25   | 3    | 2    | 92   | 26   | 78   | 1.   |          |
| 2009./10. | 1. ŽNL Osječko-baranjska           | 30   | 15   | 7    | 8    | 65   | 35   | 52   | 4.   |          |
| 2010./11. | 1. ŽNL Osječko-baranjska           | 29   | 18   | 5    | 6    | 64   | 29   | 59   | 2.   |          |
| 2011./12. | 1. ŽNL Osječko-baranjska           | 30   | 25   | 2    | 3    | 72   | 23   | 77   | 1.   |          |
| 2012./13. | MŽNL Osijek – Vinkovci             | 32   | 20   | 3    | 9    | 65   | 37   | 63   | 3.   |          |
| 2013./14. | MŽNL Osijek – Vinkovci             | 29   | 18   | 5    | 6    | 77   | 30   | 59   | 1.   |          |
| 2014./15. | 3. HNL – Istok                     | 30   | 10   | 5    | 15   | 40   | 52   | 35   | 13.  | Pretkolo |
| 2015./16. | 3. HNL – Istok                     | 30   | 17   | 7    | 6    | 65   | 27   | 58   | 3.   |          |
| 2016./17. | 3. HNL – Istok                     | 30   | 15   | 3    | 12   | 54   | 30   | 48   | 4.   |          |
| 2017./18. | 3. HNL – Istok                     | 30   | 20   | 4    | 6    | 60   | 24   | 64   | 1.   |          |
| 2018./19. | 3. HNL – Istok                     | 30   | 11   | 8    | 11   | 35   | 35   | 41   | 8.   |          |
| 2019./20. | 3. HNL – Istok                     | 17   | 6    | 6    | 5    | 19   | 22   | 24   | 10.  |          |
| 2020./21. | 3. HNL – Istok                     | 34   | 14   | 7    | 13   | 48   | 47   | 49   | 8.   |          |
| 2021./22. | 3. HNL – Istok                     | 34   | 24   | 6    | 4    | 69   | 33   | 78   | 2.   |          |
| 2022./23. | 2. NL                              | 30   | 19   | 6    | 5    | 45   | 22   | 63   | 2.   |          |
| 2023./24. | 1. NL                              | 33   | 26   | 3    | 4    | 53   | 18   | 81   | 2.   |          |

## Vanjske poveznice
- Službena web-stranica
- Profil, HNS Semafor